# 五反田団
五反田団（ごたんだだん）は、日本の劇団。1997年、作・演出の前田司郎が和光大学在学中に『くりいり』で旗揚げした。
五反田の工場の建物で稽古をしていたため「五反田団」という名称になった。
2003年に平田オリザ率いる青年団との共同制作となる「青年団リンク」の若手劇団のひとつとして活動。こまばアゴラ劇場を中心に作品を発表。劇団の活動が軌道に乗り、2005年に青年団リンクを終える。

## 公演

### 五反田団
- 第1回 「くりいり」
- 第2回 ｢近未来家族｣
- 第3回 ｢びんぼう君｣
- 第4回 ｢栗入り｣(再演)
- 第5回 ｢ナマハゲ係長｣
- 特別公演  ｢地底人の謎｣
- 第6回 ｢逃げるメン｣
- 第7回 ｢びんぼう君(全四話完全版)｣
- 第8回 ｢ひとくいとしま｣
- 第9回 ｢SM社長｣
- 第10回 「正月のあの音」
- 第11回 「動物大集会」
- 第12回 「びんぼう君 21世紀バージョン」
- 第13回 「夢のような鬼」
- 第14回 「正月のあの音」（再演）
- 第15回 「家が遠い」
- 第16回 「びんぼう君」復刻版
- 第17回 「逃げろおんなの人」
- 第18回 「動物大集会」（再演）
- 第19回 「ながく吐息」
- 第20回 「家が遠い」

- 第22回 「びんぼう君 21世紀版」
- 第23回 「びんぼう君 21世紀版 パル多摩バージョン」
- 第24回 「ながく吐息」
- 第25回 「おやすまなさい」

- 第27回 「いやむしろ忘れて草」

- 第29回 「キャベツの類」
- 第30回 「いやむしろわすれて草」
- 第31回 「ふたりいる景色」
- 第32回 「ふたりいる景色」
- 第33回 「さようなら　僕の小さな名声[2]」
- 第34回 「いやむしろわすれて草」
- 第35回 「偉大なる生活の冒険」2008年3月6日-3月16日
- 第36回 「すてるたび」2008年11月15日-25日
- 第37回 「びんぼう君」2012年1月17日-2月12日

### その他の公演
- 『ノーバディー』演劇計画2006
- 『生きてるものはいないのか』五反田団＋演劇計画2007

2007年10月18日-10月21日、京都芸術センター
2007年11月3日-11月12日、こまばアゴラ劇場
- 『あらわれる、飛んでみる、いなくなる』五反田団といわきから来た女子高生
- 『俺の宇宙船、』2009年2月6日-15日
- 『3000年前のかっこいいダンゴムシ』五反田団といわきから来た高校生
- 『生きてるものか』
- 『黒田パン』
- 『五反田の夜』
- 『業界人間クロダ』
- 『迷子になるわ』
- 『俺のお尻から優しい音楽』
- 『チャンポルギーニとハワイ旅行』五反田団といわきから来た高校生
- 『宮本武蔵』
- 『五反田の朝焼け』
- 『アンダスタンダブル？』五反田団・ASTROV
- 『初恋のジェノベーゼは爪の味』五反田団といわきから来た高校生
- 『記憶の化け物』(仮)
- 『pion 』
- 『あの人＆あの人』
- 『うん、さようなら』
- 『偉大なる生活の冒険』
- 『いきしたい』
- 『愛に関するいくつかの断片』